# Айронсайд, Вирджиния
Вирджиния Айронсайд (англ. Virginia Ironside, род. 1945) — британская журналистка и писательница. Она родилась в Лондоне и является дочерью Кристофера Айронсайда, художника и дизайнера монет, и Джейни Айронсайд, которая была первым профессором дизайна одежды в Королевском колледже искусств. Она является племянницей художника и дизайнера Робина Айронсайда.

## Образование
Айронсайд посещала школу мисс Айронсайд в Кенсингтоне, где её двоюродная бабушка была директором.

## Карьера
Айронсайд ведёт колонку «Дилеммы» в The Independent, колонку в The Idler и ежемесячную колонку в The Oldie. Её первая книга «Chelsea Bird» была опубликована, когда ей было 19 лет. В 1960-е годы она вела колонку о рок-музыке в газете Daily Mail. Она является почётным членом Национального секулярного общества.

## Комментарии об абортах
Айронсайд привлекла внимание после своего появления в религиозной дискуссионной программе BBC One Sunday Morning Live в 2010 году. Она заявила: «Если ребёнок родится инвалидом или совершенно нежеланным, аборт, несомненно, является действием любящей матери» и добавила: «Если бы я была матерью страдающего ребёнка — я имею в виду глубоко страдающего ребёнка — я бы первой захотела положить подушку на его лицо… Если бы это был ребёнок, которого я действительно любила, который был в агонии, Я думаю, любая хорошая мать так бы поступила». Хотя некоторые зрители поддержали Айронсайд, на доске объявлений веб-сайта программы было зарегистрировано множество жалоб.

## My Death My Decision
Айронсайд является покровителем организации, выступающей за право на смерть «My Death My Decision» (дословно — «Моя смерть — моё решение»). My Death My Decision — это организация, проводящая кампанию за право на смерть, которая хочет видеть более сострадательный подход к смерти в Великобритании, включая предоставление людям законного права на смерть с медицинской помощью, если это является их настойчивым желанием.

## Произведения
- Chelsea Bird (1964)
- Distant Sunset (1982)
- Made for Each Other (1985)
- How to Have a Baby and Stay Sane (1989)
- The Subfertility Handbook (Overcoming Common Problems) (1995)
- You’ll Get Over It: The Rage of Bereavement (1997)
- Problems! Problems!: Confessions of an Agony Aunt (1998)
- Goodbye, Dear Friend: Coming to Terms with the Death of a Pet (1998)
- Janey and Me: Growing Up with My Mother (2003)
- The Huge Bag of Worries (2004)
- No! I Don’t Want to Join a Bookclub (2007)
- The Virginia Monologues – 20 Reasons Why Growing Old is Great (2009)
- No, I Don’t Need Reading Glasses (2013)
- Yes, I Can Manage, Thank You (2015)
- No Thanks, I’m Quite Happy Standing (2016)